# El cielo gira
El cielo gira es una película de 2004 dirigida por Mercedes Álvarez y protagonizada por Antonino Martínez, José Fernández, Silvano García, Sara García Cámbara y Cirilo Fernández, entre otros.

## Dirección y realización
Mercedes Álvarez (montadora del largometraje documental del año 2001 En construcción, dirigido por José Luis Guerín), directora de este documental, regresa a sus orígenes para contemplar la extinción de un pueblo al tiempo que intenta recuperar las imágenes del mismo lugar cuando aún rebosaba vida, cuando, a principios de siglo, el pueblo contaba con cuatrocientos habitantes. La intención de la narradora no es otra que mostrar la decadencia del pueblo, su desaparición, pero captarla mientras ocurre, no a posteriori, a fin de dejar los hechos anclados en la memoria. Una historia extrapolable a los muchos pueblos fantasma que hay ya en España que no sólo olvidan su historia, sino también su paisaje. 

### Sinopsis
Solo quedan 14 habitantes en el pequeño pueblo de Aldealseñor, una localidad de los páramos altos de Soria. Pertenecen a la última generación tras mil años de historia ininterrumpida, y es muy probable que la vida del pueblo se extinga con ellos. Los vecinos de este lugar comparten algo importante con el pintor, casi ciego, Pello Azketa: que las cosas han comenzado a desaparecer delante de ellos.

## Premios
Medallas del Círculo de Escritores Cinematográficos de 2005
| Categoría         | Receptor(es)              | Resultado |
| ----------------- | ------------------------- | --------- |
| Mejor película    | Mejor película            | Nominada  |
| Mejor director    | Mercedes Álvarez          | Nominada  |
| Mejor fotografía  | Alberto Rodríguez         | Nominado  |
| Mejor montaje     | Sol López Guadalupe Pérez | Ganadoras |
| Premio revelación | Mercedes Álvarez          | Ganadora  |

Otros premios
- 2005 - Mejor película en el Festival de Rótterdam.

- 2005 - Gran premio del 27.º Festival Internacional Cinéma du réel, París, 12 de marzo.[2]

## Enlaces
- Aldealseñor - El Cielo Gira

- Este artículo es una obra derivada de «» por periodistas de 20minutos.es, disponible bajo la licencia Creative Commons Atribución-CompartirIgual 3.0 Unported.

- Datos: Q5824344